# Monts Sans Bois

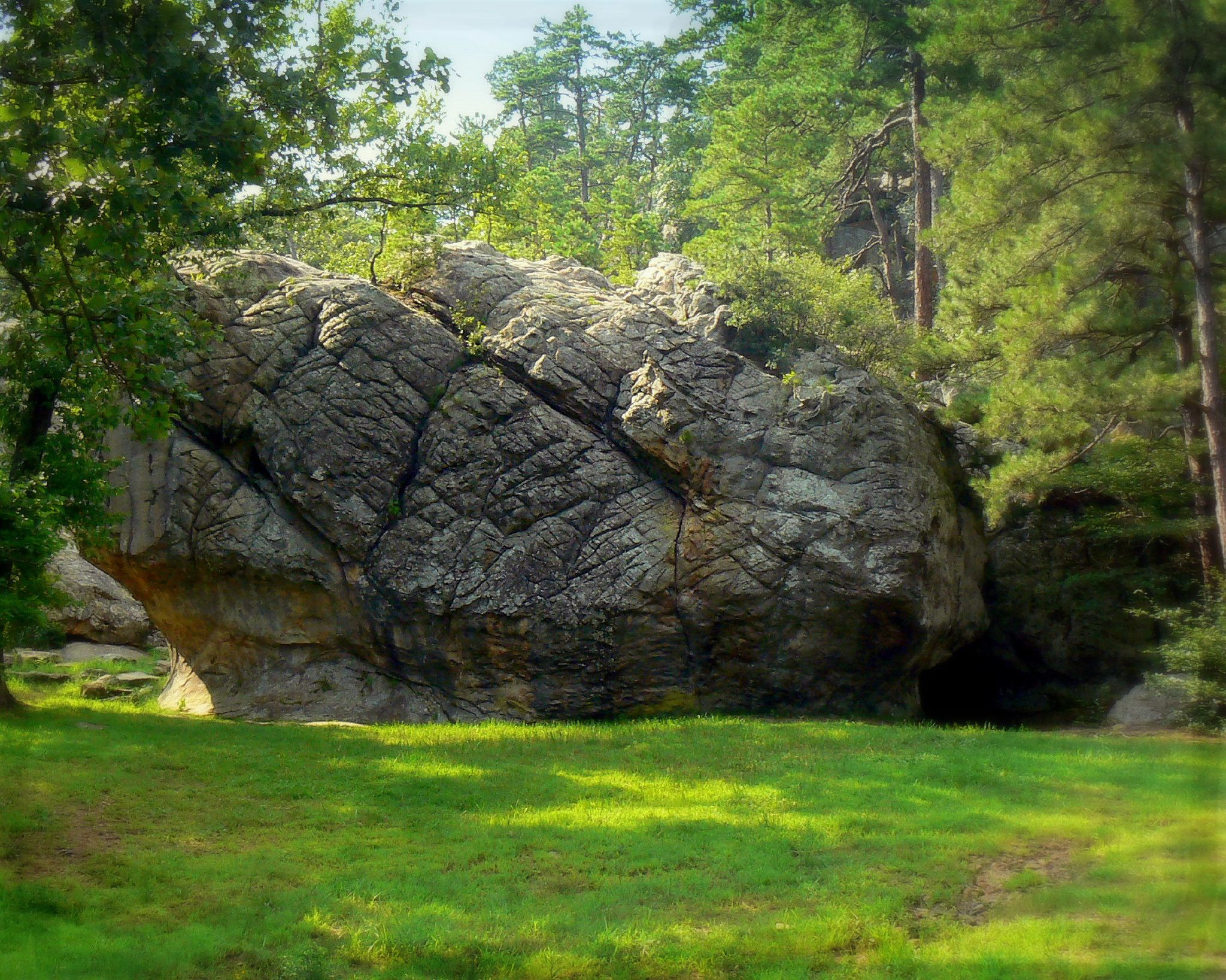
La grotte des Voleurs (Robbers Cave) dans le parc d'État Robbers Cave qui est situé dans les monts Sans Bois.

Les monts Sans Bois (en anglais : Sans Bois Mountains) est une chaîne de montagnes situées dans la partie occidentale des montagnes Ouachita.

## Géographie

### Topographie
Les monts Sans Bois s’étendent sur quelque 72 km de longueur dans le Sud-Est de l'Oklahoma, principalement sur les comtés de Haskell et de Latimer. Le principal sommet est Blue Mountain qui culmine à 558 m.
Les monts Sans Bois sont un massif de type hercynien aux sommets érodés et aux altitudes modérées. Plusieurs cours d'eau coulent dans les monts Sans Bois : la rivière Sans Bois et la rivière Fourche Maline. Au nord des monts Sans Bois, s'écoule la rivière Canadian d'Ouest en Est.
Les monts Sans Bois sont couverts de forêts tempérées d'arbres à feuilles caduques. Les principaux lieux touristiques sont le parc d'État Robbers Cave et la forêt nationale d'Ouachita.

### Géologie
Au Permien, il y a environ 280 millions d’années, les monts Sans Bois et les montagnes Ouachita étaient bordées par des mers intérieures à l’ouest au fond desquelles se sont déposés des micro-organismes, des minéraux et des sédiments issus de l’érosion.

## Histoire
Plusieurs explorateurs français sont passés dans cette région occidentale de la Louisiane française et ont baptisé par des noms français les lieux de ces contrées ; Pierre Antoine et Paul Mallet (1739), Satren (1749), et Chapuis (1752).  L'explorateur Pierre Vial découvrit la piste de Santa Fe en 1792.